# Vitruvije
Marcus Vitruvius Pollio (rođen oko 80. – 70. pr. Kr., umro oko 15. pr. Kr. ) bio je rimski pisac, arhitekt i vojni inženjer. On je prvi poznati teoretičar arhitekture. Postaje relevantan tek u doba od renesanse pa do 19. st. Njegovo najpoznatije djelo 10 knjiga o arhitekturi (De architectura libri decem) nije izvorno djelo nego je sažetak brojnih ranijih autora. U djelu spominje grčke teoretičare čiji radovi nisu sačuvani, oni su mu uzori i autoriteti. Izrazito je konzervativan. Prenošenjem grčkih izraza u latinske nastaje jezična zbrka.
Svaka od knjiga sastoji se od predgovora i teksta uz crteže.
1. Uvod - školovanje arhitekata, podjela arhitekata, osnivanje gradova
2. Građevni materijali + konstrukcija zidova
3. Tipovi vrste hramova - posebno jonski
4. Nastanak jonskog i korintskog hrama, uvodi temu značenja (forme)
5. Javne zgrade - forum, bazilika, teatar...
6. Privatna stambena arhitektura - prostori rimske kuće, grčka kuća
7. Završni radovi
8. Voda i vodovod - aquaeducti
9. Gradnja sunčanih satova
10. O građevinskoj i vojnoj mehanizaciji